# Ilex delavayi
Ilex delavayi là một loài thực vật có hoa trong họ Aquifoliaceae. Loài này được Franch. mô tả khoa học đầu tiên năm 1898.